# Сільська вулиця (Київ)
Сільська́ ву́лиця — вулиця у Святошинському районі міста Києва, місцевості Святошин, Академмістечко. Пролягає від Депутатської вулиці до бульвару Академіка Вернадського.
Прилучаються Серпова і Клима Чурюмова вулиці.

## Історія
Вулиця виникла у першій половині XX століття під назвою 255-та Нова. Сучасна назва — з 1944 року. 